# Eusterinx georgiana
Eusterinx georgiana là một loài tò vò trong họ Ichneumonidae.